# كارل أونوريه
كارل أونوريه هو صحفي وكاتب كندي، لاقى كتابه «في مديح البطء: حراك عالمي يتحدى عبادة السرعة» والذي نشر عام 2004 انتشارًا عالميًا، صدرت ترجمته بالعربية عن مشروع كلمة.
ولد في 29 ديسمبر 1967 في اسكتلندا في المملكة المتحدة، إلا أنه يَعُد إدمنتون موطنه الأم.
يعيش أورنوريه حاليًا في لندن مع زوجته وطفليه.

## التعليم والمهنة
حصل على شهادة في التاريخ واللغة الإيطالية من جامعة إدنبرة، وبعدها عمل مع أطفال الشارع في البرازيل؛ مما ألهمه للدخول في مجال الصحافة.
وعمل كمراسل لدى بوينس آيرس منذ عام 1991، ونشرت أعماله في صحف عديدة كـ Economist و Observer و American Way.

## مؤلفاته
- في مديح البطء: حراك عالمي يتحدى عبادة السرعة (2004)
- تحت الضغط: إنقاذ أطفالنا من ثقافة الوالدية الخارقة (2008)، ويتحدث الكتاب عن تقنيات لتربية الأطفال وتعليمهم.
- الإصلاح البطيء: حل المشكلات، العمل بذكاء والعيش بشكل أفضل في عالم سريع (2013).
- أكثر جرأة: الاستفادة القصوى من حيواتنا الطويلة (2018).

## وصلات خارجية
- الموقع الرسمي
- كارل أونوريه على موقع ميوزك برينز (الإنجليزية)